# Lista siturilor arheologice din județul Satu Mare - G
Lista siturilor arheologice din județul Satu Mare - G conține toate siturile arheologice din județul Satu Mare înscrise în Repertoriul Arheologic Național (RAN) și aflate în localități al căror nume începe cu litera G. RAN este administrat de Ministerul Culturii și Patrimoniului Național și cuprinde date științifice, cartografice, topografice, imagini și planuri, precum și orice alte informații privitoare la zonele cu potențial arheologic, studiate sau nu, încă existente sau dispărute.
Puteți căuta un sit din localitățile care încep cu litera G folosind formularul de mai jos sau puteți naviga prin toate siturile din județ la Lista siturilor arheologice din județul Satu Mare.
| Cod RAN      | Denumire | Localitate                             | Adresă         | Datare       | Descoperit | Coordonate | Imagine           | Erori            |
| ------------ | --- | -------------------------------------- | -------------- | ------------ | ---------- | ---------- | ----------------- | ---------------- |
| 138958.01.01 | Valul roman de pământ de la Giorocuța - "Valea Crasnei" / ansamblu anonim (Categorie: fortificație) (Tip: Val de pământ) | sat Giorocuța, comuna Supur            | Valea Crasnei  | sec.II-III   |            |            | Încărcați imagine | Raportați eroare |
| 137327.01.01 | Situl arheologic de la Ghenci- Movilă / ansamblu anonim (Categorie: locuire civilă) (Tip: Așezare)                       | sat Ghenci, comuna Căuaș               | Movilă         | Tiszapolgár  |            |            | Încărcați imagine | Raportați eroare |
| 137327.01.02 | Situl arheologic de la Ghenci- Movilă / ansamblu anonim (Categorie: locuire civilă) (Tip: Așezare)                       | sat Ghenci, comuna Căuaș               | Movilă         | Nyirseg      |            |            | Încărcați imagine | Raportați eroare |
| 137327.01.03 | Situl arheologic de la Ghenci- Movilă / ansamblu anonim (Categorie: locuire civilă) (Tip: Așezare)                       | sat Ghenci, comuna Căuaș               | Movilă         | sec. IV - V  |            |            | Încărcați imagine | Raportați eroare |
| 137327.01.04 | Situl arheologic de la Ghenci- Movilă / ansamblu anonim (Categorie: locuire civilă) (Tip: Așezare)                       | sat Ghenci, comuna Căuaș               | Movilă         |              |            |            | Încărcați imagine | Raportați eroare |
| 139198.01.01 | Așezarea din paleoliticul superior de la Gherța Mare / ansamblu anonim (Categorie: locuire) (Tip: așezare)               | sat Gherța Mare, comuna Turț           | Măguricea      | Gravetian    | 2001       |            | Încărcați imagine | Raportați eroare |
| 137862.01.01 | Așezarea din epoca bronzului de la Giurtelecu Hododului / ansamblu anonim (Categorie: locuire) (Tip: așezare)            | sat Giurtelecu Hododului, comuna Hodod | Dealul Nucilor | Wietenberg   |            |            | Încărcați imagine | Raportați eroare |
| 137862.01.02 | Așezarea din epoca bronzului de la Giurtelecu Hododului / ansamblu anonim (Categorie: locuire) (Tip: așezare)            | sat Giurtelecu Hododului, comuna Hodod | Dealul Nucilor | Suciu de Sus |            |            | Încărcați imagine | Raportați eroare |